# Irisbus Agora
Irisbus Agora (известен также, как Renault Agora, Karosa City Bus или Ikarus Agora) — серия городских автобусов, выпускаемых французской компанией Irisbus с 1995 по 2005 год.

## Модельный ряд
Модельный ряд включал в себя следующие модели:
- Стандартная 12-метровая версия «S», выпускаемая в одно-, двух— или трёхдверном исполнении
- Сочленённая 18-метровая версия «L» в трёх — или четырёхдверной форме
- «Линейная» 12-метровая версия с одной, двумя или тремя дверями (произведена в 1999 году). Эта версия отличается от стандартной Agora компоновкой двигателя, который установлен в продольном направлении (под задними пассажирскими сиденьями) вместо поперечного в Agora S и L. Это обеспечивает линейной версии немного большую вместимость и лучшую экономию топлива, по сравнению с версией «S». Эта версия некоторое время продавалась в Соединённом Королевстве Англии, но с расположением дверей слева для экспорта.
- Междугородняя версия под названием «Moovy» (представлена в 2003 году). Основана на серии Agora. А также после поглощения Irisbus венгерской компании Ikarus, на венгерской площадке собрали несколько штук сочлененных автобусов под маркой Ikarus Agora. Но дальнейшего развития они не получили.

## Эксплуатация
Более 11000 единиц Agora производились, в основном, для европейских предприятий,а также было собрано несколько экземпляров на заводе Ikarus под маркой Ikarus Agora.Эксплуатируется будапештским Budapesti Közlekedési Zrt. 
В странах с левосторонним движением автобусы имеют только одну дверь.